# Kawakita
Kawakita (川北町, Kawakita-machi) est un bourg du district de Nomi, dans la préfecture d'Ishikawa, au Japon.

## Géographie

### Démographie
Au 1er février 2014, la population de Kawakita s'élevait à 6 312 habitants répartis sur une superficie de 14,76 km2.